# Jorge Luis Hortúa
Luis Antonio Hortúa (La Tulia, Bolívar; 11 de julio de 1966 - Cali, 12 de marzo de 2018), conocido como Jorge Luis Hortúa, fue un cantante y compositor de música popular colombiana.  

## Biografía
Nació en el corregimiento de La Tulia en Bolívar Valle del Cauca. Desde su adolescencia empezó a interpretar canciones de Olimpo Cárdenas y Antonio Aguilar. Se trasladó a Roldanillo y Cali donde residió definitivamente. Abarcó su carrera con Marino Rojas a cantar en bares y fiestas con su grupo de música ranchera y posteriormente se separó para convertiste en solista.
En 1991 grabó el álbum Se pierde o se gana la cual se saltó a su fama de cantante y grabó su sencillo se tituló Por iluso, entre su mayor éxito lanzó sus sencillos como Te dañó el dinero, Que no me quiere, Falsaria, Lo que nunca te dirán y Consejo de un padre con las colaboraciones de artistas El Charrito Negro, Luis Alberto Posada, Helenita Vargas y Darío Gómez. 
En 2000 se retiró indefinidamente para dar sus proyectos personales pero en 2007 volvió a su profesión grabando sencillos La número uno y Así es la vida hasta su fallecimiento en 2018.

## Fallecimiento
El 12 de marzo de 2018 falleció en una clínica de Cali tras de ser sometido a una operación estomacal en la cual se había detectado cáncer de estómago que lo aquejaba varios meses. Se complicó en la cirugía para extraer un tumor estomacal producto del cáncer así lo informó los médicos de la clínica que estuvo hospitalizado.